# Берштейн, Лазарь Исаакович
Лазарь Исаакович Берштейн (род. 4 декабря 1926, Мариуполь — 28 февраля 2004, Нижний Тагил, Свердловская область, Россия) — советский и российский инженер, учёный.

## Биография
Окончил Уральский политехнический институт (1960) по специальности инженер-металлург.
С 1943 по 2001 г. работал на Уралвагонзаводе, с 1964 г. — начальник бюро спецсталей.
Кандидат технических наук (1977).
Автор более 60 изобретений по созданию новых сталей и способов их легирования при изготовлении отливок. Автор книг и научных статей.
Лауреат премии Совета Министров СССР 1982 года за создание технологии легирования сталей ванадийсодержащим шлаком. Награждён орденами и медалями.
Сын — Юрий Лазаревич Берштейн (род. 1953), учёный в области металлургии.
Скончался 28 февраля 2004 года в Нижний Тагил, в Нижнем Тагиле. Похоронен на кладбище «Пихтовые горы».